# Suaeda linifolia
Suaeda linifolia är en amarantväxtart som beskrevs av Pall.. Suaeda linifolia ingår i släktet saltörter, och familjen amarantväxter. Inga underarter finns listade i Catalogue of Life.